# Wędrowniczka
Wędrowniczka – w ZHR czwarty, a w SHK Zawisza piąty żeński stopień harcerski. Przeznaczony dla harcerek w wieku 16-18 lat. Oznaczany poprzez złota lilijkę i złoty okrąg nabity na krzyż. W niektórych środowiskach ZHP używa się tej nazwy dla stopnia Harcerki Orlej.

## WZHR

### Idea stopnia
Dla wędrowniczki życie staje się wezwaniem na szlaki. Wędrowniczka wędruje w sensie dosłownym i przenośnym. Wędrówka w sensie dosłownym to przemierzone w tym okresie dziesiątki kilometrów – wielogodzinne włóczęgi, podczas których czas i przestrzeń stają się prawdziwym wyzwaniem. Wędrówka w sensie przenośnym to przemierzanie ścieżek myśli i aktywności ludzkiej, wędrówka przez zagadnienia i problemy społeczne, polityczne i ekonomiczne.